# ROUTE42
『ROUTE42』（ルート42）は、2012年制作の日本映画。2013年公開。

## あらすじ
工場の夜勤で働く青年・伊藤龍也は恋人の陽子を結婚直前に突然の交通事故で失ってしまう。
打ちひしがれた龍也は陽子の後を追って自殺しようと決意するが、そんな彼の前に陽子と瓜二つの高橋友梨という女性が現れる。
友梨は龍也に、一緒に死んだ者に会えるという黄泉の国＝根の国へ行こうと誘う。
陽子にまた会いたいという衝動にかられた龍也はその話に乗り、友梨と共に国道42号線を疾走する。

## キャスト
- 伊藤龍也：高岡蒼佑
- 陽子・高橋友梨（二役）：菊池亜希子
- 武田航平
- 小野真弓
- 小市慢太郎
- 品川徹
- 河原崎建三
- 金沢碧
- 矢田亜希子（特別出演）
- 大塚良重
- 山村美智
- 鶴田さやか
- 水口晴幸
- 尾鷲義人
- 八名信夫